# لاوبهايم
لاوبهايم (بالألمانية: Laupheim) هي مدينة وبلدة ألمانية تقع في ألمانيا في Biberach. يقدر عدد سكانها بـ 19,678 نسمة .

## المدن التوأمة
مدن Feyzin ونويشتات أن در أورلا هي مدن توأمة لـلاوبهايم.

## أعلام
- فريدريك أدلر
- غريتل بيرجمان
- سيغفريد أينشتاين
- هوغو مان